# Meditační zvon setkávání

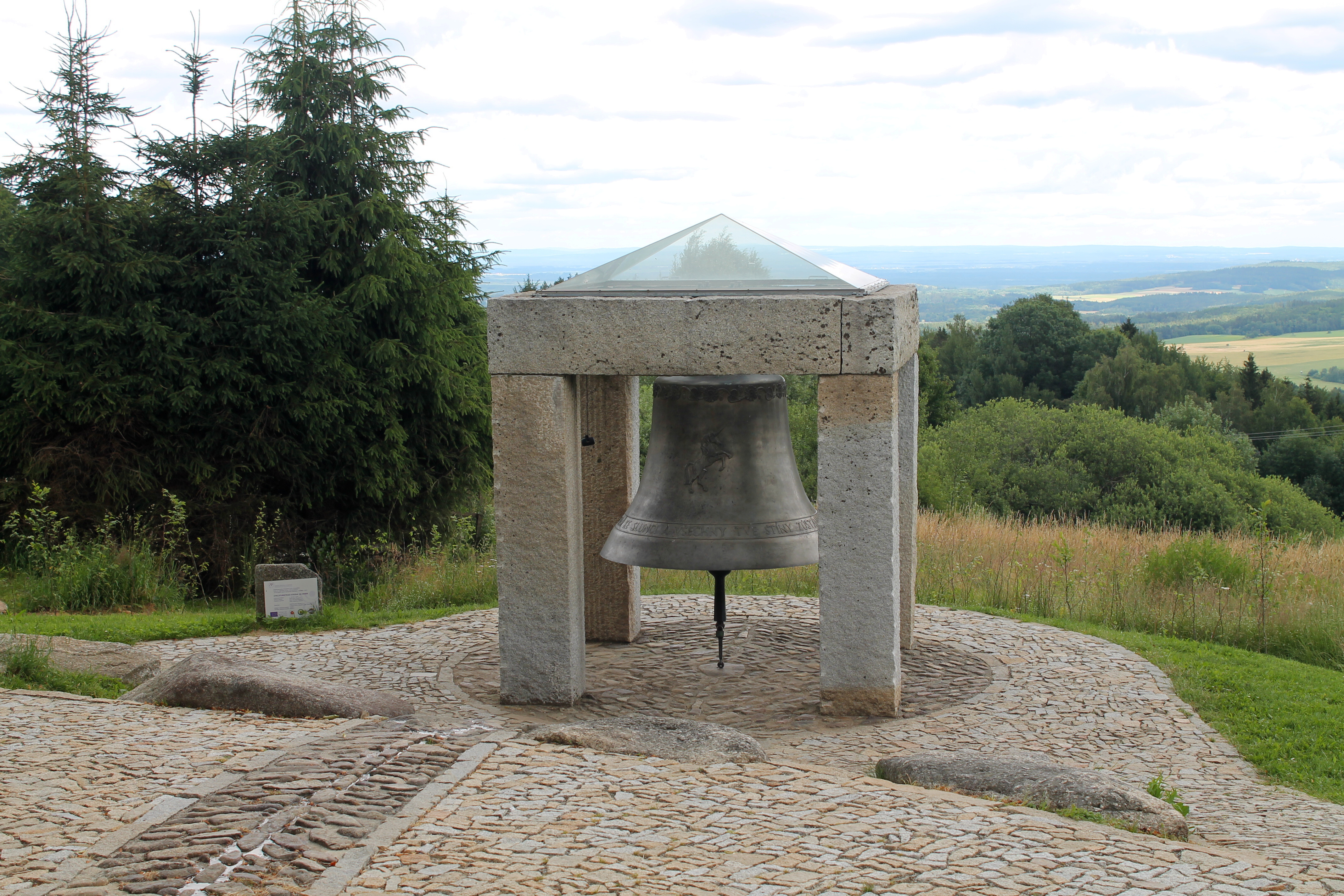
Meditační zvon setkávání (rok 2020)

Historický znak obce Hojné Vody, nyní součásti Horní Stropnice

Meditační zvon setkávání (někdy označován jen jako Zvon setkávání) se nachází v malé vesnici Hojná Voda (část obce Horní Stropnice) v Novohradských horách na jihu Čech nedaleko státní hranice s Rakouskem v přírodním parku Novohradské hory.   

## Podrobněji

### Umístění
Téměř tři tuny vážící veřejnosti volně přístupný velký kostelní zvon se nachází přibližně ve středu obce na upraveném místě na rozcestí u malého parkoviště v těsné blízkosti obecní kamenné (několik set let staré) kašny s pramenem vody a nedaleko klasicistní sochy svatého Jana Nepomuckého. Lokalita zvonice se zvonem setkávání se nachází jako jedno z míst zastavení na multifunkční zážitkové přeshraniční cyklostezce Via Verde s Rakouskem. Meditační zvon setkávání je od nejbližší autobusové zastávky v jihočeské obci Hojná Voda vzdálen asi 300 metrů.

### Otec zvonu a jeho symbolický účel
Vznik zvonice s meditačním zvonem setkávání (o hmotnosti 2 850 kg) inicioval a navrhl „otec zvonu“ Ing. Petr Nedvěd z Hojné Vody jako „místo setkávání a vzpomínání na lidi z dávných časů, nedávné minulosti ale i současnosti; na lidi, kteří zde žili/žijí, pracovali/pracují a tvořili/tvoří (z nichž někteří tu zemřeli, jiní byli vyhnáni) a na vesnice, které byly zrušeny“. (Po jeho smrti se o objekt stará obec.) Svým jasným zvukem (laděném do tónu cis1) dává zvon najevo okolní krajině a světu „víru v síly dobra“.

### Historie
Zvon byl (na zakázku Ing. Petra Nedvěda) odlit 4. května 2012 v rodinné zvonařské dílně Rudolfa Pernera III. v bavorském městě Pasově. Do obce Hojná Voda byl dopraven 15. června 2012. Zvon byl na své místo – do nevysoké čtyřsloupé zvonice (sluneční brány) moderní konstrukce – instalován v létě 2012.

### Orientace zvonice
Zvonice je vystavěná z mrákotínské žuly, skla a oceli a nachází se v prodloužení přímky vedené od sochy svatého Jana Nepomuckého ke kašně a to tak, že za letního slunovratu sluneční paprsky protínají v jedné přímce: zvon–kašna–socha. Volba místa zvonu ve sluneční bráně (symbolu Slunce a letního Slunovratu) nebyla náhodná a počítá s faktem, že v době letního slunovratu se symbolicky propojí přímka: hrot skleněné pyramidy na vrcholu zvonice – kašna – socha svatého Jana Nepomuckého. Tato plánovitá topografická orientace vybízí k tomu, aby se o letním slunovratu u zvonu konaly různé místní slavnosti. 

### Popis zdobení zvonu
To je podporováno i dominantní ozdobou – nápisem „Obrať svou tvář ke Slunci a všechny Tvé stíny zůstanou za Tebou.“ – umístěnou po obvodu zvonu. Tento nápis pochází z buddhismu (ale platí i v jiných náboženských systémech) a jeho smyslem je zklidnit k meditaci poutníky přicházející a přistupující ke zvonu. Další ozdobou na těle zvonu je reliéf mytického jednorožce – erbovního (heraldického) zvířete z obecního znaku Hojné Vody. Jednorožce do erbu Hojné Vody (založené jako Hojna Woda v roce 1553) nechal zakreslit Vilém z Rožmberka v roce 1592. Jednorožec obecně symbolizuje mystickou čistotu, panenství, sílu, zdraví, život, štěstí a krásu. Dalším zdobením na zvonu jsou symboly Slunce a hojnosti. Na opačné straně těla zvonu („protilehle“ k  symbolu jednorožce) se nachází značka zvonaře Pernera, značka „otce zvonu“ Petra Nedvěda a rok odlití zvonu (2012).

### Vyhlídka od zvonu
Z vyhlídkového místa, kde se zvonice nachází, se naskýtají (za jasného počasí) panoramatické výhledy do údolí k Horní Stropnici, Novým Hradům a do Čech na Českomoravskou vrchovinu až k Mrákotínu. Z místa vyhlídky lze dále vidět Třeboňskou pánev, Vitorazsko a nejbližší obce Dolního Rakouska.

### Provoz zvonu
Meditační místo bylo slavnostně otevřeno (a první zvonění na zvon se uskutečnilo) 21. června 2012 v den letního slunovratu. Zvon je využíván k pravidelnému zvonění každou neděli v 10.00 hodin a to od Velikonoční neděle do konce kalendářního roku, ale malá gumová palička (zavěšená u zvonu) umožňuje každému kolemjdoucímu si zvon sám kdykoliv slabě rozezvučet.  O pravidelná nedělní zvonění se od instalace zvonu starají členové Cechu zvoníků. V průběhu doby se stala zvonice i zvon terčem několika přímých vandalských útoků směřujících k jejich poškození, ale objekt nakonec jejich „nájezdům“ odolal.

Fotogalerie
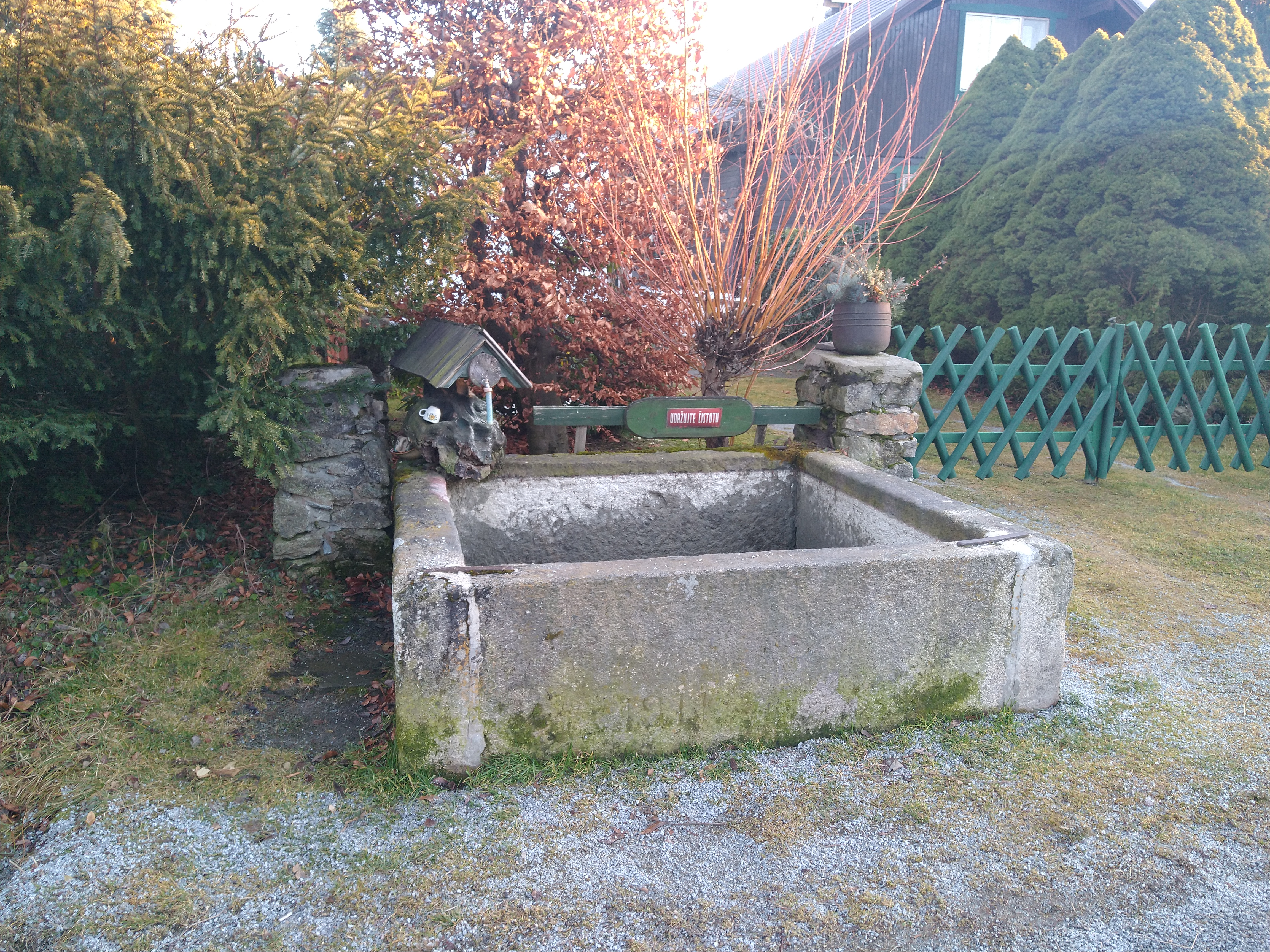
Stará kamenná kašna s pramenem vody
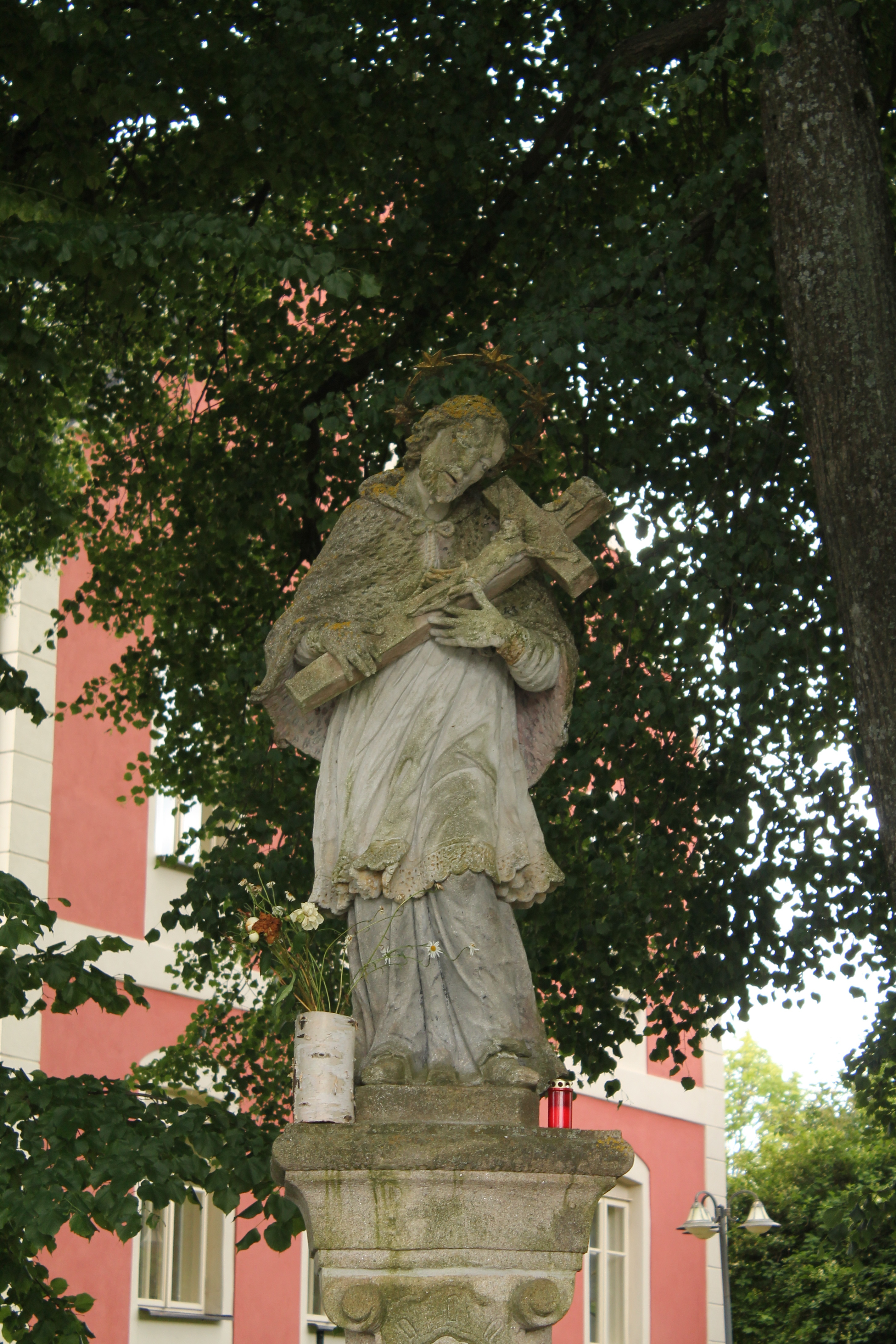
klasicistní socha svatého Jana Nepomuckého
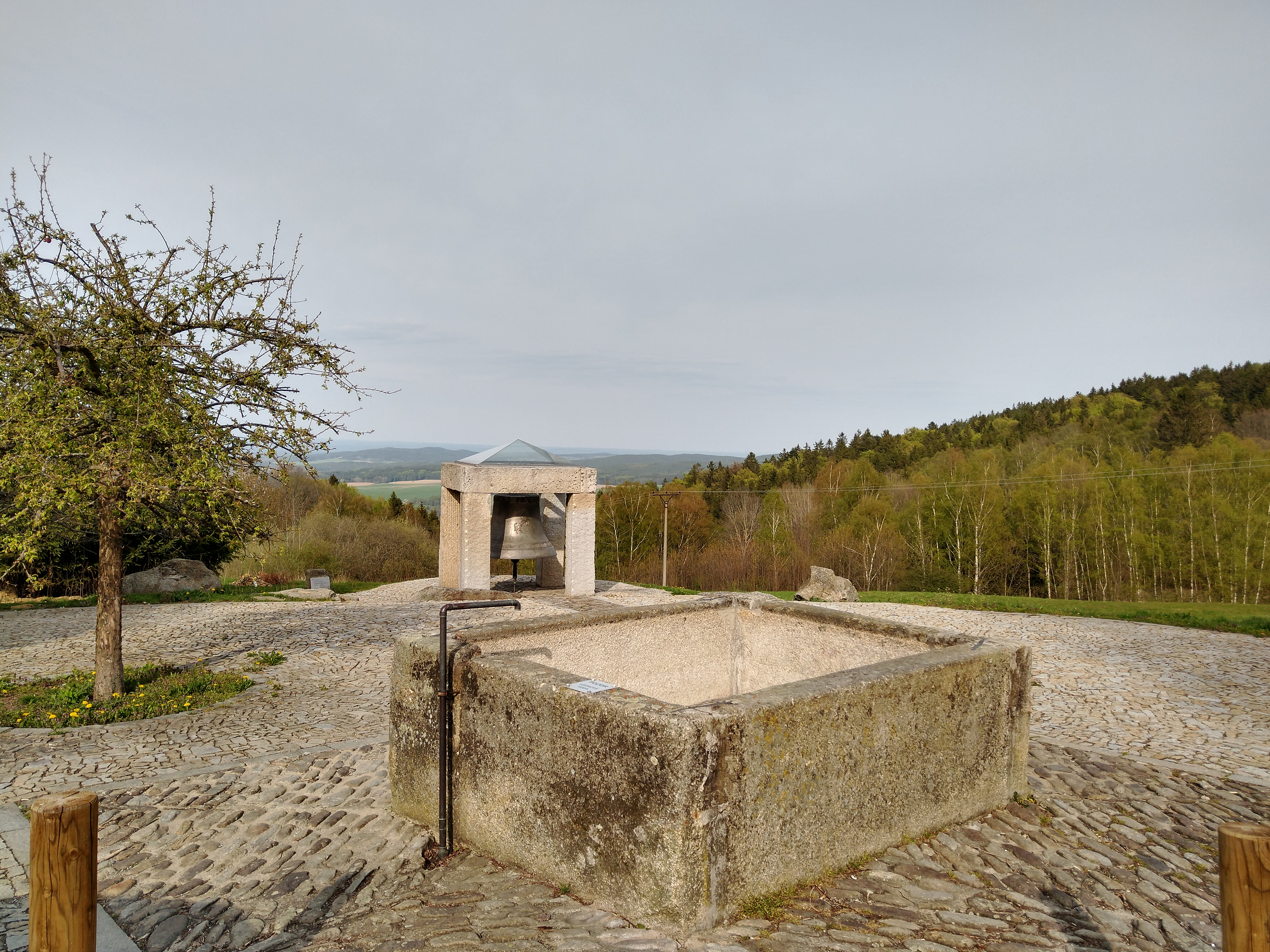
Obecní kamenná kašna v popředí a meditační zvon setkávání ve sluneční zvonici v pozadí

### Vycházkový okruh
Zvon leží na tříkilometrovém vycházkovém okruhu značeném zelenou turistickou značkou. Turistická stezka vede od zvonu jihozápadním směrem asi 400 metrů po silnici a dále pokračuje vzhůru do Holého vrchu. Po prudkém stoupání se turista ocitá na vrcholku Kraví hory (935 m nad mořem), když předtím minul skalní útvar (skalní hřib) nazvaný Napoleonova hlava. Na Kraví hoře (Kühberg) se nachází stejnojmenná rozhledna, od které pokračuje sestup nejprve po zeleně značené, později se dočasně přidá i červeně značená turistická cesta. Po zelené značce, která se od červené asi po 500 metrech oddělí, se pak realizuje zpáteční návrat do Hojné Vody.

Význačné objekty na zeleně značeném vycházkovém okruhu
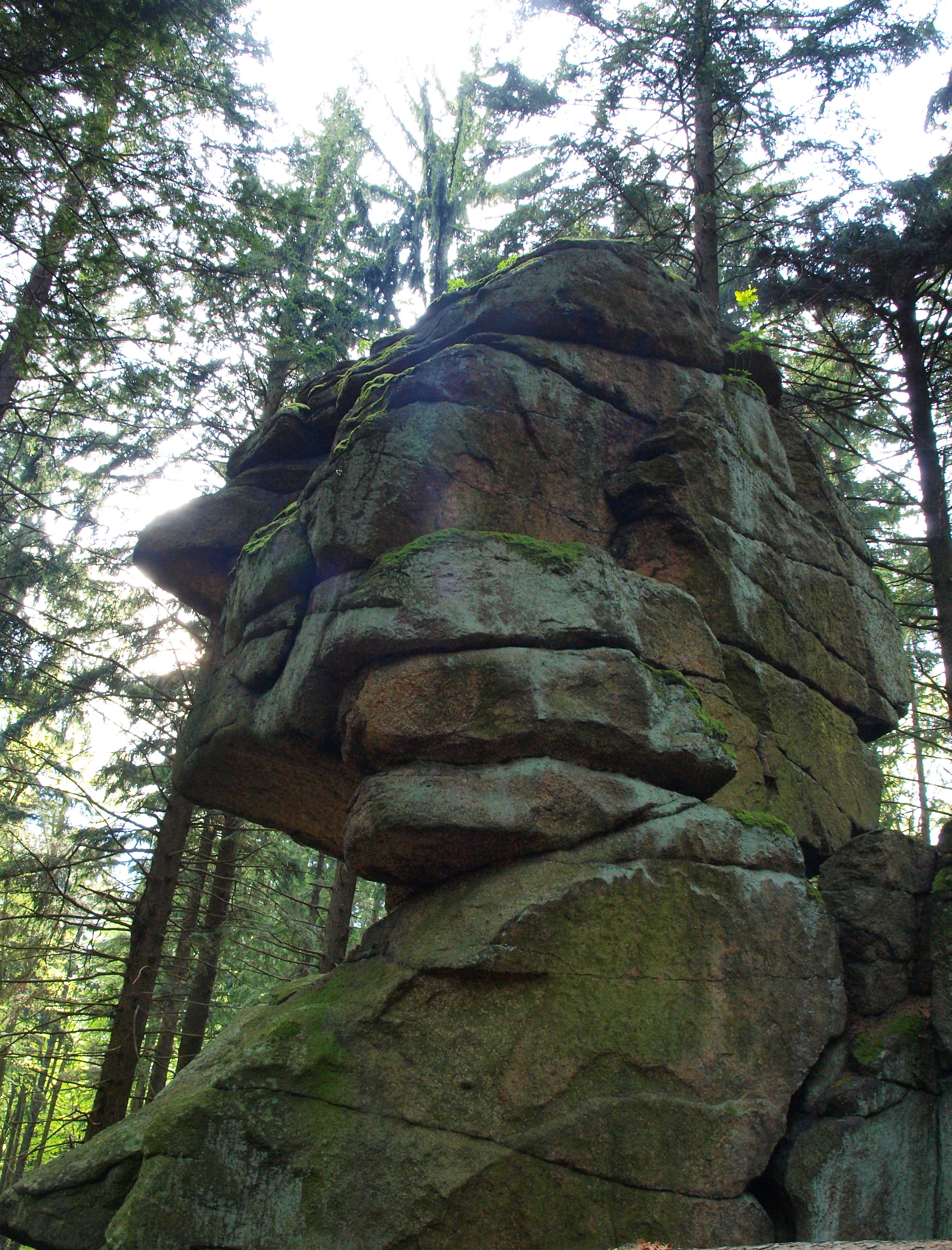
Skalní hřib Napoleonova hlava
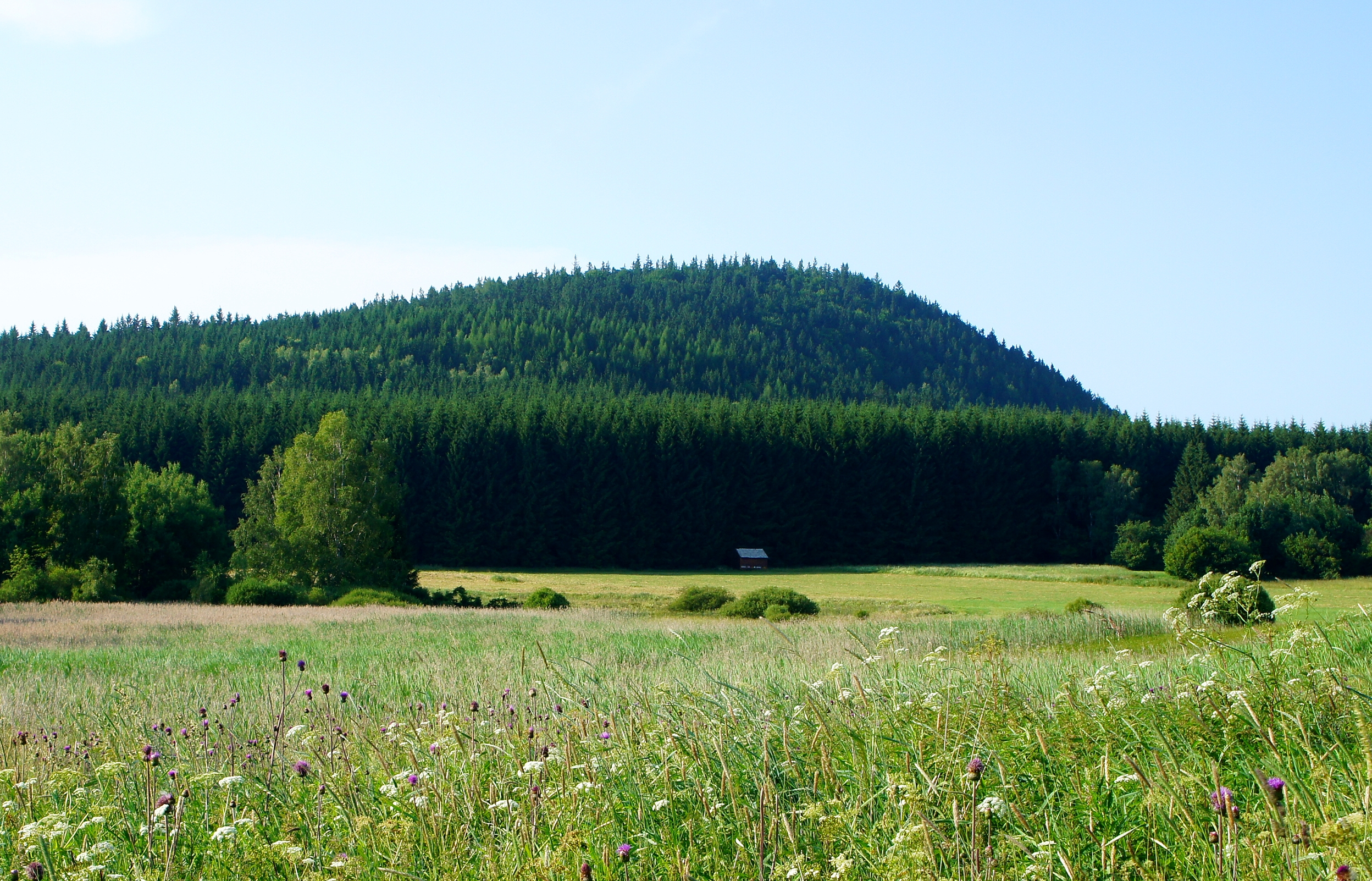
Kraví hora nad Hojnou Vodou
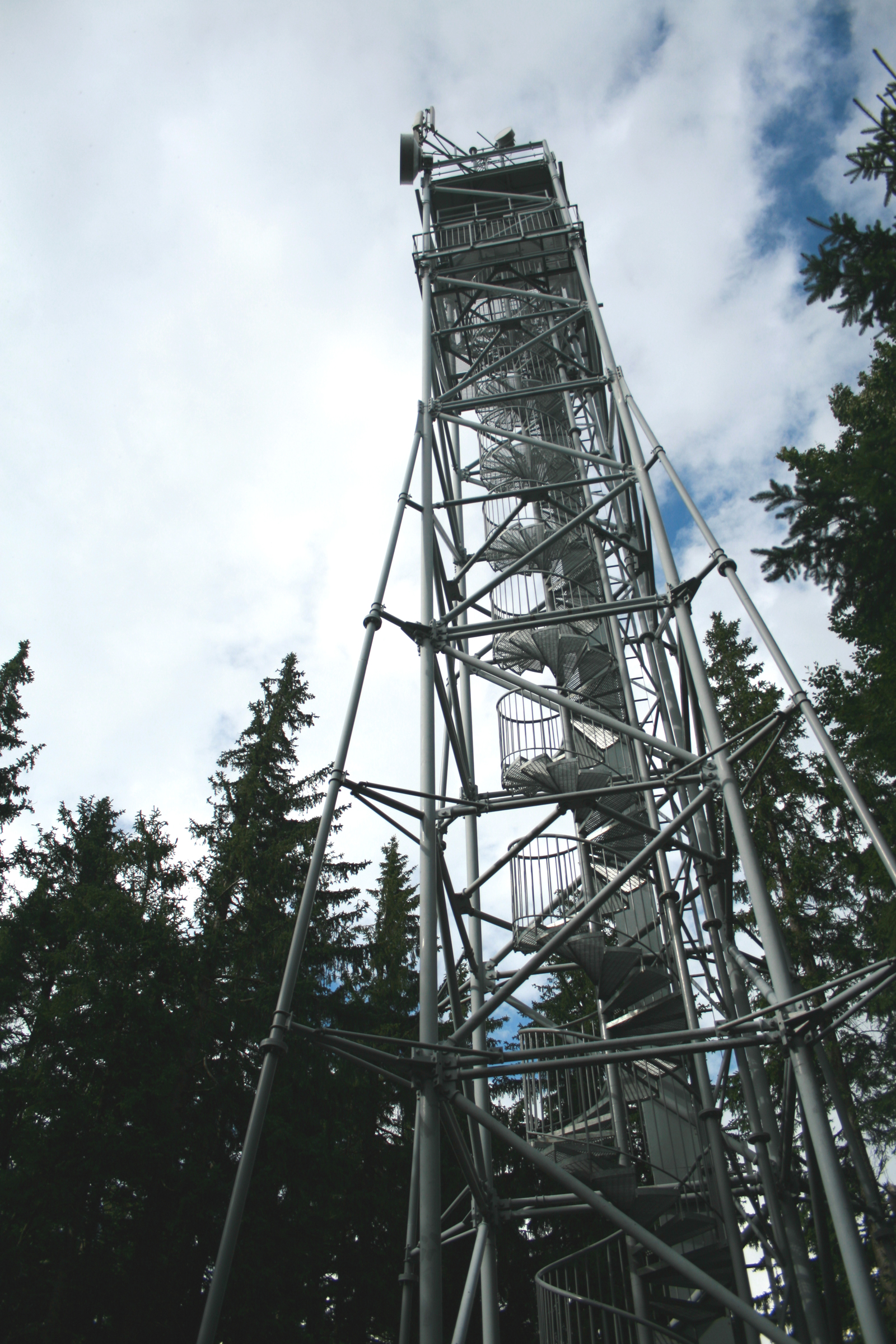
Rozhledna na Kraví hoře